# إرنست وليامز (لاعب كرة قدم)
إرنست وليامز (بالإنجليزية: Ernest Williams)‏ (24 أغسطس 1882 في المملكة المتحدة - 5 أغسطس 1943 ببورتسموث في المملكة المتحدة) هو لاعب كرة قدم بريطاني (وحمل سابقاً جنسية المملكة المتحدة لبريطانيا العظمى وأيرلندا) في مركز الهجوم. شارك مع منتخب إنجلترا لكرة القدم. أما مع النوادي، فقد لعب مع تشيلسي ونادي بورتسموث ونادي ساوثهامبتون وRyde Sports F.C. ‏.

## وصلات خارجية
- إرنست وليامز على موقع أوليمبيديا (الإنجليزية)